# 雪対策
雪対策（ゆきたいさく）は、雪がもたらす様々な困難を軽減するためにとられる諸手段を総合していう。主に行政で用いられる語である。
除雪
除雪は、交通の障害となる雪を除くことである。自動車が普及する以前には、人の通行を確保するための道は、雪を人が通行して分けたり踏み固めたりして作った。その他に、戸の開け閉めや人の出入りのために家の前の除雪をした。鉄道が登場すると、線路を確保するために除雪が必要になった。自動車が普及すると、自動車の通行を可能にするために道路と駐車場の除雪が高いレベルと広い範囲で必要になった。
排雪
排雪は、除雪や雪下ろしの結果として出てきた雪を、邪魔にならない場所に移すことである。排雪した雪を積み上げる場所を雪捨て場（雪堆積場）という。排雪は空き地が少ない都市部で特に問題になる。排雪のために、河川や流雪溝から流したり、融雪槽や融雪機で融かしたりすることもある。

## 交通路における雪対策
自動車の通行のためには積雪を除くだけでは不十分で、路面凍結によるスリップも防がなければならない。そのため、坂道の傾斜を緩くしたり、凍結防止剤（融雪剤）を撒布したり、ロードヒーティングを設置したりする。20世紀末には降雪後や降雪前から素早く対応するための道路管理システムが広まった。
個々の自動車も対策を要する。21世紀初めの日本ではスタッドレスタイヤを用い、必要ならさらにタイヤチェーンを装着する。1980年代まで、タイヤに鋲を打ったスパイクタイヤが広く用いられていたが、粉塵公害が問題視されて日本国内では禁止された。
急な傾斜の下を利用する交通路では、雪崩を防がなければならない。雪崩防止柵を斜面に設けて雪崩を受け止めたり、トンネル様のスノーシェッドを設けて雪の落下から交通路を守る。吹雪が頻発するところでは、防雪林や防雪柵を設けて風で巻き上げられる雪を受け止める。
凍結防止剤とロードヒーティングは歩行用の道にも用いられる。日本では雁木を設けて雪が道に積もらないようにする工夫が昔からあった。

## 建造物における雪対策
雪が屋根に積もりすぎると、重さで家屋が潰れる危険がある。雪下ろしは、家屋の屋根に積もった雪を除くことである。建築構造を工夫して雪下ろしを不要にする対策もある。屋根を急角度にして雪が落ちやすくしたり、建物の強度を上げて潰れないようにする。